# Poimenski seznam evroposlancev iz Madžarske
Poimenski seznam evroposlancev iz Madžarske'.

## Seznam
| Ime                   | Stranka                                                | Mandat(i) |
| Etelka Barsiné Pataky | Evropska ljudska stranka - Evropski demokrati          | 2004-2009 |
| Zsolt László Becsey   | Evropska ljudska stranka - Evropski demokrati          | 2004-2009 |
| Antonio De Blasio     | Evropska ljudska stranka - Evropski demokrati          | 2004-2009 |
| Alexandra Dobolyi     | Stranka evropskih socialistov                          | 2004-2009 |
| Szabolcs Fazakas      | Stranka evropskih socialistov                          | 2004-2009 |
| Kinga Gál             | Evropska ljudska stranka - Evropski demokrati          | 2004-2009 |
| Béla Glattfelder      | Evropska ljudska stranka - Evropski demokrati          | 2004-2009 |
| Zita Gurmai           | Stranka evropskih socialistov                          | 2004-2009 |
| András Gyürk          | Evropska ljudska stranka - Evropski demokrati          | 2004-2009 |
| Gábor Harangozó       | Stranka evropskih socialistov                          | 2004-2009 |
| Gyula Hegyi           | Stranka evropskih socialistov                          | 2004-2009 |
| Edit Herczog          | Stranka evropskih socialistov                          | 2004-2009 |
| Lívia Járóka          | Evropska ljudska stranka - Evropski demokrati          | 2004-2009 |
| Magda Kósáné Kovács   | Stranka evropskih socialistov                          | 2004-2009 |
| Katalin Lévai         | Stranka evropskih socialistov                          | 2004-2009 |
| Viktória Mohácsi      | Skupina zavezništva liberalcev in demokratov za Evropo | 2004-2009 |
| Péter Olajos          | Evropska ljudska stranka - Evropski demokrati          | 2004-2009 |
| Csaba Őry             | Evropska ljudska stranka - Evropski demokrati          | 2004-2009 |
| Pál Schmitt           | Evropska ljudska stranka - Evropski demokrati          | 2004-2009 |
| György Schöpflin      | Evropska ljudska stranka - Evropski demokrati          | 2004-2009 |
| László Surján         | Evropska ljudska stranka - Evropski demokrati          | 2004-2009 |
| József Szájer         | Evropska ljudska stranka - Evropski demokrati          | 2004-2009 |
| István Szent-Iványi   | Skupina zavezništva liberalcev in demokratov za Evropo | 2004-2009 |
| Csaba Sándor Tabajdi  | Stranka evropskih socialistov                          | 2004-2009 |